# Lambert Mathieu
Lambert Mathieu (Bure, (5 mei 1804) -  Leuven (9 juli 1861)  was een Belgisch kunstschilder. Hij was directeur van de academie in Leuven en vanaf lid van 1835 lid van de Koninklijke Academie van Antwerpen.
Van hem is het doek Bekering van Sint-Hubertus bekend dat te zien is in de Basiliek van Saint-Hubert. Ook de Koninklijke Musea voor Schone Kunsten te Brussel bezit werk van hem.
In de Sint-Julianuskerk te Ath versieren een aantal van zijn werken het priesterkoor.

## Galerij

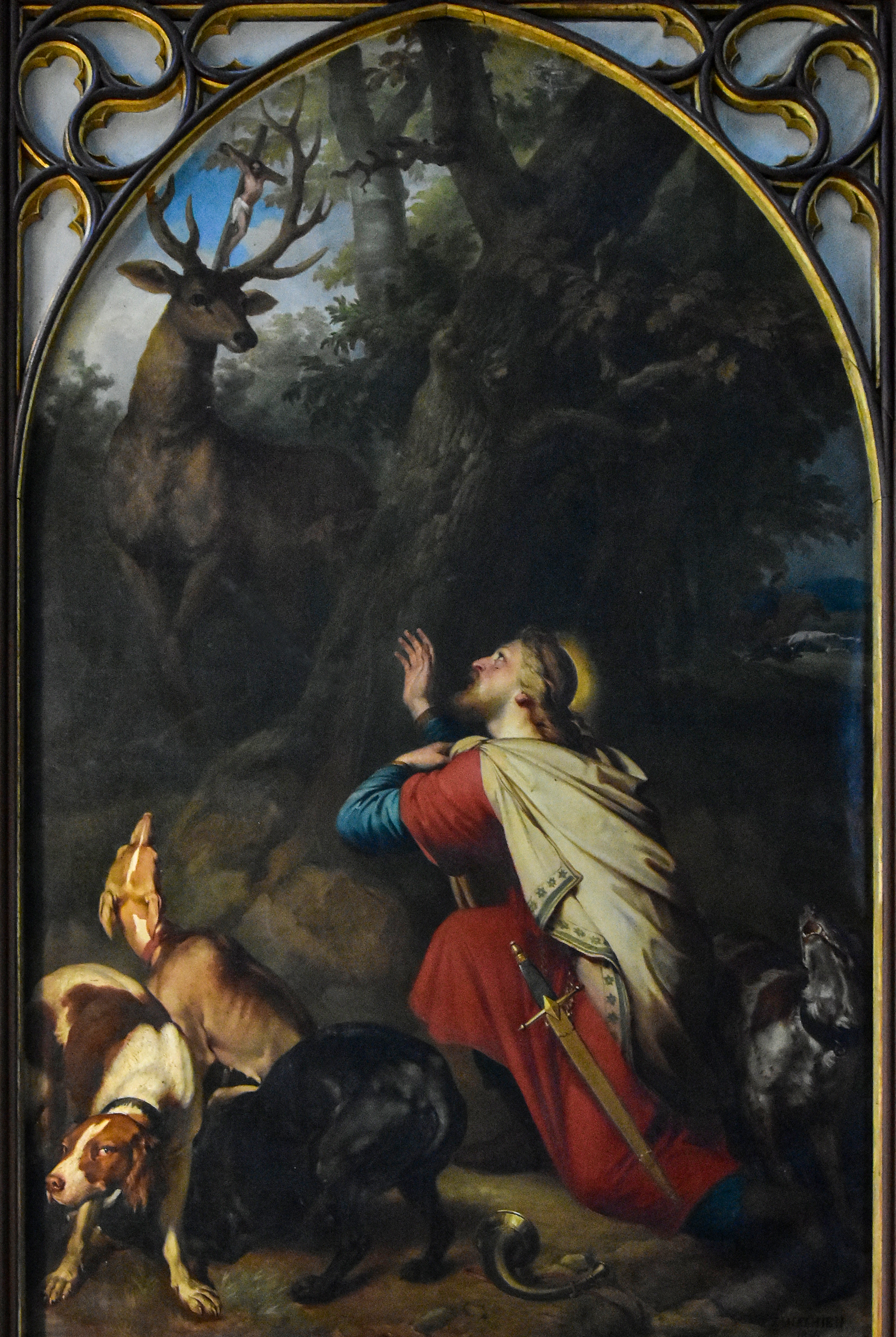
Bekering van Sint-Hubertus